# Identità di Sophie Germain
L'identità di Sophie Germain è la seguente identità:
{\displaystyle a^{4}+4b^{4}=(a^{2}+2b^{2}+2ab)(a^{2}+2b^{2}-2ab)}
Non è immediato ricavare questa fattorizzazione, dal momento che, diversamente dalla differenza di due quadrati, la somma di due quadrati non si può (in generale) scomporre, se non ricorrendo ai numeri complessi: {\displaystyle x^{2}+y^{2}=(x+iy)(x-iy)}. Ciò non è vero se anche {\displaystyle 2xy} è un quadrato, poiché in questo caso è sufficiente aggiungere e sottrarre {\displaystyle 2xy}.
Si può ricavare l'identità tramite completamento del quadrato:
{\displaystyle {\begin{aligned}a^{4}+4b^{4}&={(a^{2})}^{2}+{(2b^{2})}^{2}={(a^{2})}^{2}+2(2a^{2}b^{2})+{(2b^{2})}^{2}-4a^{2}b^{2}=\\&={(a^{2}+2b^{2})}^{2}-{(2ab)}^{2}=(a^{2}+2b^{2}+2ab)(a^{2}+2b^{2}-2ab)\end{aligned}}}

## Un'applicazione
Questa identità permette di risolvere un problema posto nel 1977 nella competizione matematica József Kürschák: dimostrare che {\displaystyle n^{4}+4^{n}} è composto se {\displaystyle n>1}.
Se {\displaystyle n} è pari, allora, banalmente, {\displaystyle n^{4}+4^{n}} è divisibile per 2. Se, invece, {\displaystyle n} è dispari, allora, posto {\displaystyle n=2k+1}, si ha:
{\displaystyle n^{4}+4^{n}=n^{4}+4^{2k+1}=n^{4}+4\cdot {(2^{k})}^{4}}
che, essendo della forma {\displaystyle a^{4}+4b^{4}}, si può fattorizzare con l'identità di Sophie Germain:
{\displaystyle n^{4}+4\cdot {(2^{k})}^{4}=(n^{2}+2\cdot 2^{2k}+2\cdot n\cdot 2^{k})(n^{2}+2\cdot 2^{2k}-2\cdot n\cdot 2^{k})}
Il risultato discende in maniera immediata dall'osservazione secondo cui, per {\displaystyle n>1}, entrambi i fattori sono interi maggiori di 1.